# Rick Kruys
Rick Kruys (Utrecht, 9 mei 1985) is een huidige Nederlands trainer en voormalig voetballer die voornamelijk als middenvelder speelde. Kruys is sinds 1 juli 2024 hoofdtrainer van FC Volendam, een club waar hij eerder als speler voor uitkwam. Hij is een zoon van voormalig voetballer Gert Kruys.

## Clubcarrière
Voordat Kruys in de jeugdopleiding van FC Utrecht belandde, speelde hij voor Holland en Elinkwijk. Op 30 november 2003 maakte Kruys zijn debuut voor FC Utrecht in de met 3–1 gewonnen wedstrijd tegen Roda JC. In de zomer van 2005 was hij basisspeler van het Nederlands voetbalelftal onder 20 tijdens het wereldkampioenschap in Nederland. In juli 2007 verlengde hij zijn contract bij FC Utrecht tot 2010, maar vertrok toch per 31 juli naar Malmö FF in Zweden, waarschijnlijk omdat zijn trainer bij FC Utrecht, Willem van Hanegem, hem te weinig speeltijd gaf.
In 2010 werd hij met Malmö Zweeds kampioen, de grootste prijs uit zijn carrière tot dan toe. Na de 2–0 zege op Mjällby was de landstitel, voor het eerst sinds 2004, een feit. In zijn thuisdebuut voor FC Volendam, waar hij in 2010 een contract tekende, zette Kruys meteen het eerste doelpunt van de wedstrijd op zijn naam. De club speelde toen tegen FC Den Bosch en won met 3–1. Na twee seizoenen bij Volendam vertrok Kruys naar Excelsior, waarmee hij in het seizoen 2013/14 promotie afdwong naar de Eredivisie.

## Einde loopbaan als betaald voetballer
Op 7 januari 2016 kondigde Kruys aan om te stoppen met betaald voetbal. Hij is na zijn professionele loopbaan aan de slag gegaan als jeugdtrainer bij FC Utrecht. Daarnaast was hij speler en assistent-trainer bij de zondagselectie van de Utrechtse amateurclub VV De Meern, die in 2017 promoveerde naar de Derde divisie.

## Assistent-trainerschap
In januari 2018 werd Kruys, na het vertrek van de oorspronkelijke hoofdtrainer Erik ten Hag, assistent-trainer bij FC Utrecht naast zijn oud-trainer Marinus Dijkhuizen en onder hoofdtrainer Jean-Paul de Jong. Op 22 maart 2022 na het ontslag van René Hake is Kruys aangesteld als hoofdtrainer tot het einde van het seizoen.

## Hoofdtrainerschap
Sinds de aanstelling tot hoofdtrainer van FC Utrecht leidde Kruys zeven wedstrijden in de Eredivisie. Daarvan wist zijn ploeg er één te winnen (1–0 zege op N.E.C.), eindigden vier wedstrijden in een gelijkspel (2–2 tegen AZ en 1–1 tegen PEC Zwolle, Fortuna Sittard en RKC Waalwijk) en werden twee wedstrijden verloren (3–0 tegen Willem II en 2–1 tegen Feyenoord). Tot slot speelde FC Utrecht twee wedstrijden in de play-offs om Europees voetbal, waarbij Vitesse in de halve finale te sterk was voor het team van Kruys. In de thuiswedstrijd werd met 3–0 gewonnen, waarna in de return vervolgens met 3–1 werd verloren.
Toen bekend werd dat Henk Fraser vanaf de start van seizoen 2022/23 de nieuwe hoofdtrainer van FC Utrecht zou worden, was het de bedoeling dat Kruys weer zijn functie als assistent in zou gaan nemen. Maar op 16 juni 2022 maakte FC Utrecht bekend dat Kruys als hoofdtrainer de overstap zal maken naar VVV-Venlo. Dit aangezien Kruys tijdens zijn interim-periode ervaarde wat het betekende om hoofdtrainer te zijn. In Venlo tekende hij een tweejarig contract en trof hij technisch directeur Willem Janssen, die in het voorafgaande seizoen onder Kruys een punt achter zijn spelerscarrière zette. Hij gaf te kennen zijn aflopende verbintenis niet te willen verlengen, waarna de Venlose club in maart 2024 zijn vertrek aankondigde.
Kruys is sinds 1 juli 2024 hoofdtrainer van FC Volendam, een club waar hij eerder als speler voor uitkwam. Met FC Volendam werd Kruys in het seizoen 2024/25 kampioen van de Eerste divisie. Na afloop van het seizoen won hij de Rinus Michels Award als beste trainer van de Eerste divisie.

## Profstatistieken
| Seizoen         | Club            | Competitie      | Competitie | Competitie | Beker | Beker | Europa | Europa | Overig | Overig | Totaal | Totaal |
| Seizoen         | Club            | Competitie      | Wed.       | Dlp.       | Wed.  | Dlp.  | Wed.   | Dlp.   | Wed.   | Dlp.   | Wed.   | Dlp.   |
| --------------- | --------------- | --------------- | ---------- | ---------- | ----- | ----- | ------ | ------ | ------ | ------ | ------ | ------ |
| 2003/04         | FC Utrecht      | Eredivisie      | 9          | 0          | 0     | 0     | 0      | 0      | –      | –      | 9      | 0      |
| 2004/05         | FC Utrecht      | Eredivisie      | 20         | 2          | 0     | 0     | 1      | 0      | –      | –      | 21     | 2      |
| 2005/06         | FC Utrecht      | Eredivisie      | 26         | 1          | 2     | 0     | –      | –      | 1      | 0      | 29     | 1      |
| 2006/07         | FC Utrecht      | Eredivisie      | 27         | 2          | 4     | 2     | –      | –      | 3      | 0      | 34     | 4      |
| 2007/08         | FC Utrecht      | Eredivisie      | 21         | 1          | 1     | 0     | 2      | 0      | 1      | 0      | 25     | 1      |
| 2008            | Malmö FF        | Allsvenskan     | 4          | 0          | 0     | 0     | –      | –      | 0      | 0      | 4      | 0      |
| 2009            | Malmö FF        | Allsvenskan     | 13         | 0          | 0     | 0     | –      | –      | 0      | 0      | 13     | 0      |
| 2010            | Malmö FF        | Allsvenskan     | 4          | 0          | 1     | 0     | –      | –      | 0      | 0      | 5      | 0      |
| 2010/11         | → FC Volendam   | Eerste divisie  | 14         | 2          | 0     | 0     | –      | –      | 4      | 0      | 18     | 2      |
| 2011/12         | → FC Volendam   | Eerste divisie  | 23         | 2          | 2     | 0     | –      | –      | 0      | 0      | 25     | 2      |
| 2012/13         | Excelsior       | Eerste divisie  | 16         | 0          | 0     | 0     | –      | –      | –      | –      | 16     | 0      |
| 2013/14         | Excelsior       | Eerste divisie  | 36         | 3          | 2     | 0     | –      | –      | 4      | 1      | 42     | 4      |
| 2014/15         | Excelsior       | Eredivisie      | 28         | 0          | 4     | 1     | –      | –      | –      | –      | 32     | 1      |
| 2015/16         | Excelsior       | Eredivisie      | 32         | 1          | 0     | 0     | –      | –      | –      | –      | 32     | 1      |
| Carrière totaal | Carrière totaal | Carrière totaal | 273        | 14         | 16    | 3     | 3      | 0      | 13     | 1      | 305    | 18     |

Bijgewerkt op 11 juni 2022.

## Erelijst
| Competitie                           |                       | Aantal   | Jaren/periode  |          |
| Malmö FF                             | Malmö FF              | Malmö FF | Malmö FF       | Malmö FF |
| ------------------------------------ | --------------------- | -------- | -------------- | -------- |
| Allsvenskan                          |                       | 1x       | 2010           |          |
| VV De Meern                          |                       |          |                |          |
| Promotie naar Derde divisie (zondag) |                       | 1x       | 2017/18        |          |
| FC Volendam                          |                       |          |                |          |
| Bronzen Kampioensschild              | Beste trainer periode | 1x       | 2024/2025 (p2) |          |
| Kampioen Eerste Divisie              |                       | 1x       | 2024/25        |          |